# Attentatforsøget på Donald Trump juli 2024
Attentatforsøget på Donald Trump foregik lørdag 13. juli 2024 om aftenen, lokal tid, i Butler, Pennsylvania, USA, hvor Donald Trump blev ramt at et skud på sit højre øre. Dagen efter hændelsen var motivet endnu ukendt.

## Forløb
Undervejs i forløbet døde én tilskuer, mens to andre blev såret. Gerningsmanden befandt sig ifølge CNN 120-150 meter fra Trump, da skuddet fald. FBI udtaler, at Trump blev udsat for et attantatforsøg. Trump kom efterfølgende på hospitalet, men blev udskrevet igen senere samme aften. En øjenvidne forsøgte at advare nogle betjente, da han opdagede den formodede gerningsmand på taget af en bygning.
Attentatforsøget skete to dage før, at det republikanske parti afholder deres partikonvent, der skal udpege Trump som deres præsidentkandidat frem mod præsidentvalget i november.

## Gerningsmanden
Den formodede gerningsmand, der ikke deltog i vælgermødet, blev dræbt af United States Secret Service. FBI hævder, at gerningsmanden er en 20-årig mand fra Pennsylvania, der hedder Thomas Matthew Crooks og var registreret som republikansk vægler. Han havde dog som 17-årig doneret 15 dollar til en organisation, der samler ind til demokratiske politikere. Ifølge en, der gik på samme skole som Crooks, gav han aldrig udtryk for sine politiske holdninger.
Han ville for første gang have kunnet stemme ved et præsidentvalg ved valget i november. Der blev ikke fundet noget brugbart på sociale medier fra Crooks, omend Discord melder, at han havde en konto hos dem, men som var sjældent brugt.
Han blev efter sin død fundet i besiddelse af en semiautomatisk riffel af typen AR-15. Våbnet var købt på lovlig vis af Crooks far. Han havde ingen forbindelse til militæret.

## Efterforskning
Crooks bil (der stod parkeret i nærheden af gerningsstedet) blev efterfølgende undersøgt, hvorefter specialister er gået i gang med at undersøge de fundne genstande, heriblandt materiale til at lave bomber med. Også i hans hjem er der fundet materiale til at lave bomber med.
FBI efterforsker både hændelsen som et attentatforsøg og som "indenlandsk terror". De regner ikke med, at der deltog andre gerningsmænd. Intet tyder på, at han havde en psykisk sygdom.
Tidligere agenter for både CIA og FBI undrer sig over, hvordan det kunne ske, at han ikke blev stoppet, når flere deltagere så ham og gjorde sikkerhedsfolk opmærksomme på ham. Lederen af Secret Service skal vidne i en høring om begivenhederne. Der er undren over, at det tag, hvor gerningsmanden lå, ikke var sikret af Secret Service.

## Reaktioner
Der har været flere reaktioner på attentatforsøget. Joe Biden, USA's siddende præsident, har udtalt, at "Donald Trump skal have lov til at holde vælgermøder i fred" og at "den slags angreb er forkerte". Joe Biden opfordrer til, at amerikanerne står sammen og ikke laver forhastede konklusioner om motivet og at man skal lade FBI gøre deres arbejde. Biden har desuden beordret sikkerhedstjenesterne til at gennemgå sikkerheden ved republikanernes konvent i den efterfølgende uge, ligesom han lover en uafhændig undersøgelse af forløbet. Han talte desuden i telefon med Trump efterfølgende.
Derudover har de tidligere præsidenter Barack Obama og George W. Bush, Storbritanniens premierminister, Keir Starmer og Japans premierminister også udtalt sig i forbindelse med hændelsen.
Personer tilknyttet Republikanerne, heriblandt Marjorie Taylor Greene, har beskyldt Demokraterne for at være de skyldige. Mike Collins (en) anklager Joe Biden for at have udstedt ordren.
Danmarks statsminister, Mette Frederiksen, kalder attentatforsøget "fuldstændig uacceptabel(t)" og at "sådan politisk vold er fuldstændig uacceptabel og har ingen plads i vores samfund".